# Andrés Scotti
Andrés Scotti Ponce de León (Montevidéu 14 de dezembro de 1975) é um ex-futebollista uruguaio que jogava como zagueiro. Seu ultimo clube foi o Defensor, do Uruguai.

## Carreira
Integrou o grupo da Seleção Uruguaia de Futebol que disputou a Copa do Mundo FIFA de 2010.
Andrés Scotti conhece bem a frase "antes tarde do que nunca". Afinal, tinha 30 anos e dez de carreira quando foi chamado pela primeira vez para a seleção. Hoje, quatro anos depois daquela convocação para a vitória por 1 a 0 no amistoso contra a Irlanda do Norte em maio de 2006, ele comemora a sua estreia em uma Copa do Mundo da FIFA.
Destro, com bom jogo aéreo e chute potente, Scotti é zagueiro central, mas pode atuar em qualquer posição da defesa. Formado em um clube regional uruguaio, o jogador natural de Montevidéu estreou na primeira divisão nacional em 1997 pelo Central Español, onde esteve por apenas alguns meses antes de se transferir para o Wanderers.
Em 1998, saiu para o Huachipato do Chile. De lá, foi para o Necaxa, clube mexicano com o qual em 2000 chegou ao terceiro lugar da primeira Copa do Mundo de Clubes da FIFA. Depois de uma breve passagem pelo Puebla, Scotti voltou ao Wanderers, onde fez escala em 2002 para o Nacional, clube do qual se diz torcedor.
Após uma temporada de sucesso no clube, Scotti foi para o futebol russo, onde em 2003 assinou com o Rubin Kazan. Naquele ano foi eleito o melhor zagueiro estrangeiro da liga local, mérito que quase repetiu dois anos depois, quando terminou como o defensor que mais marcou gols (cinco) no torneio. Seu retorno à América do Sul veio no Argentino Juniors, passando em seguida ao Colo-Colo.
Com a camisa celeste, Scotti jogou a Copa América de 2007 e foi titular nos três primeiros confrontos pelas eliminatórias. Embora tenha perdido o posto, continuou nas listas de convocação e teve um retorno triunfal à titularidade nas partidas pela repescagem contra a Costa Rica. Seu grande momento veio na partida que garantiu a classificação do país à África do Sul, quando acertou um cruzamento preciso para o gol de Sebastián Abreu contra a Costa Rica.
Em 2013, Scotti, aos 37 anos de idade, aparece mais uma vez na lista de convocação da seleção celeste, onde foi muito questionado sobre sua capacidade em voltar a jogar jogos pela sua seleção.
Aposentou-se no final de 2015, perto de completa 40 anos.

## Títulos
Nacional
- Campeonato Uruguaio (2): 2002 e 2011–12

Seleção Uruguaia
- Copa América: 2011